# Betel (kapell, kyrkor och missionshus)

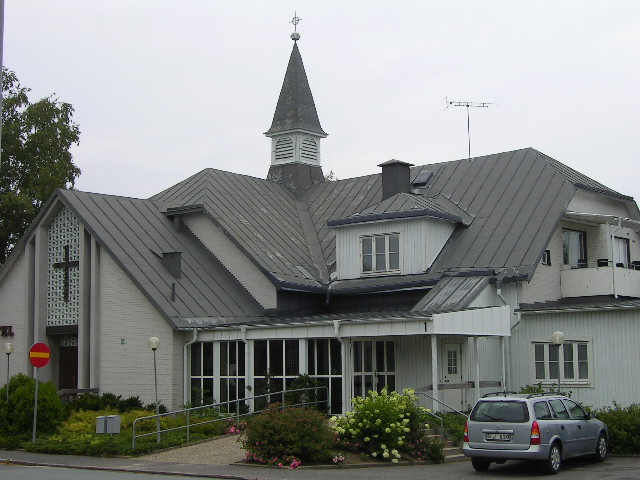
Betelkyrkan i Vaggeryd

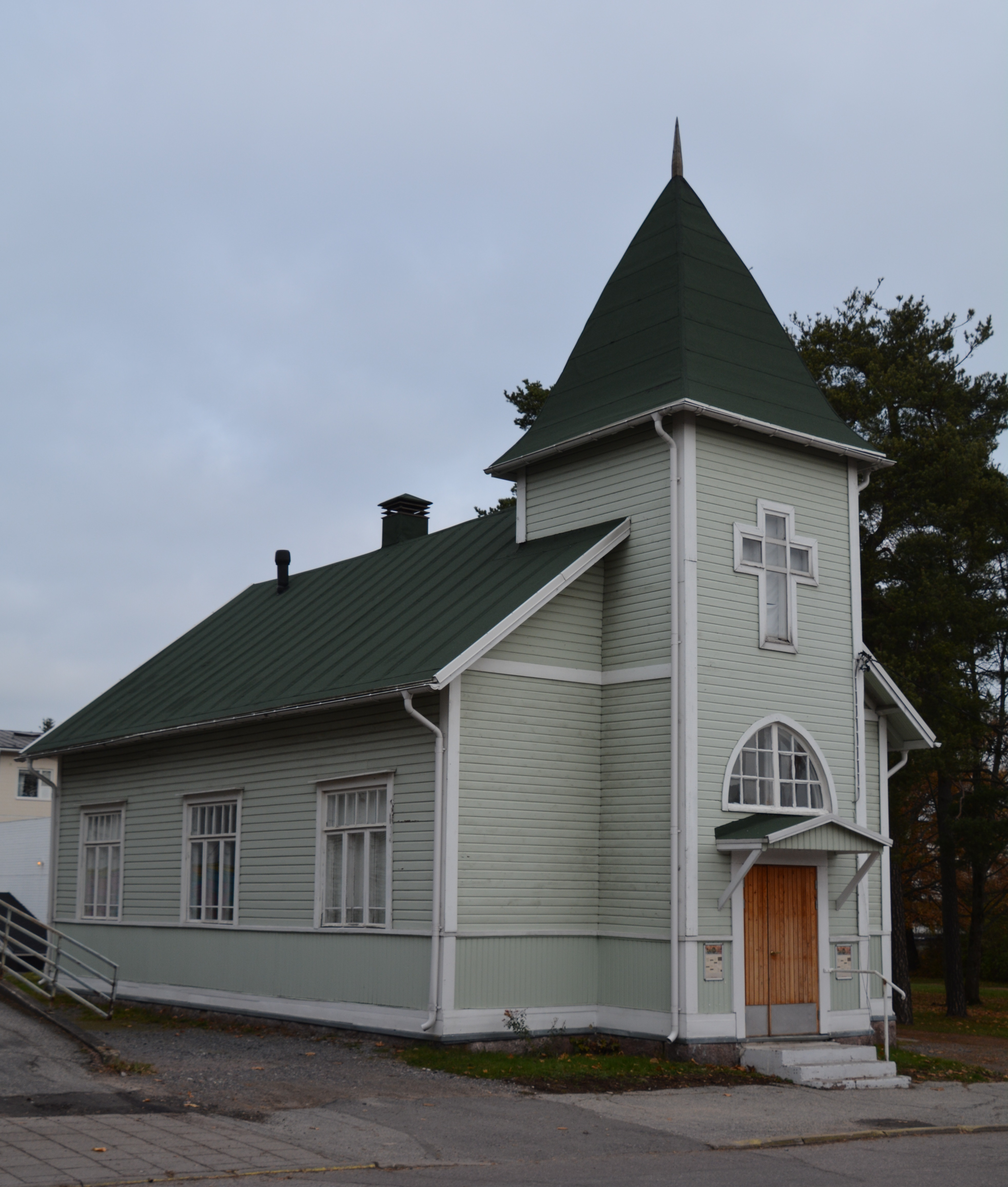
Betelkyrkan i Karis, Nyland, Finland

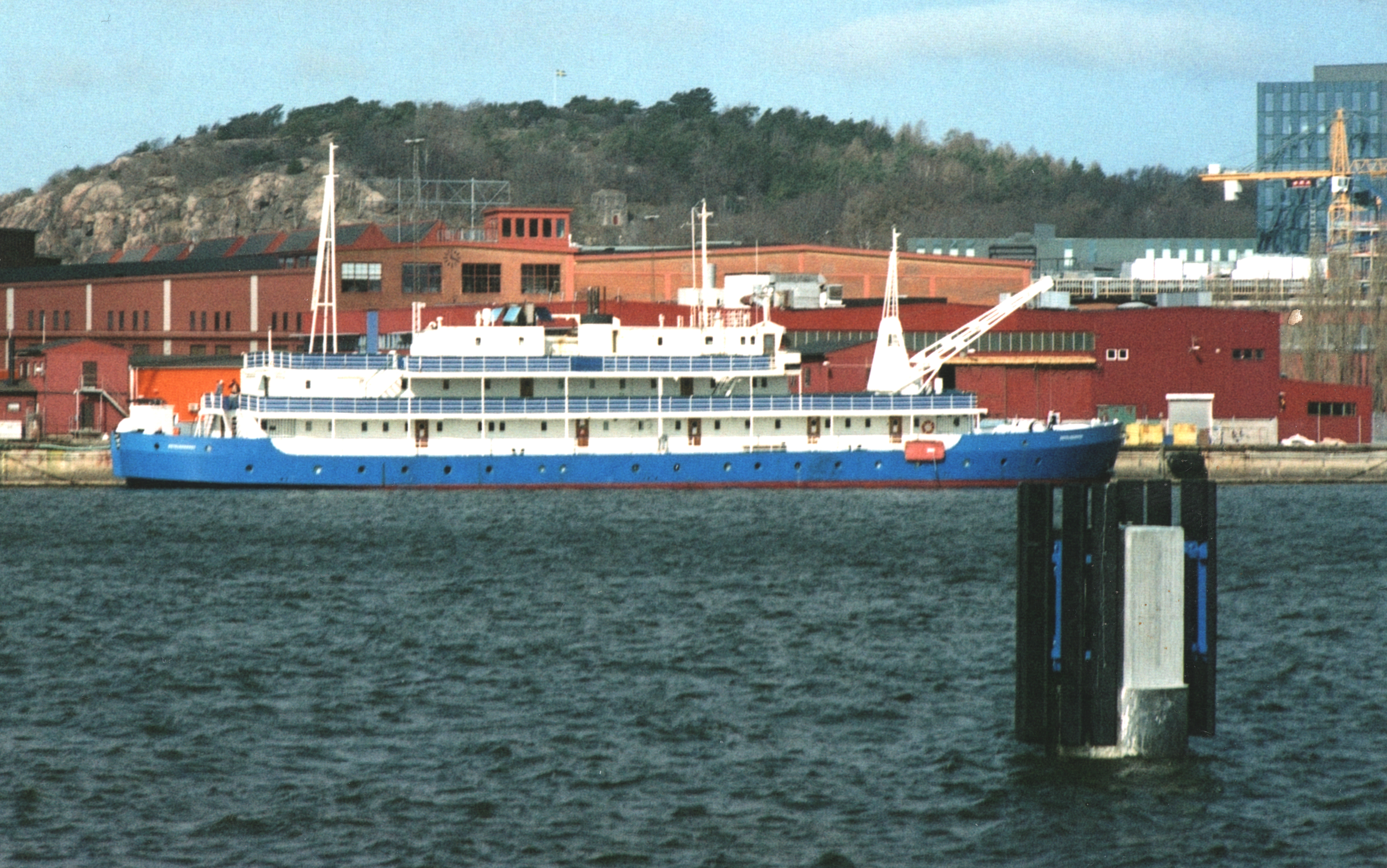
Betelskeppet i Göteborgs hamn (härbärge).

Betel från hebreiska i betydelsen "Guds hus" är ett vanligt namn på kapell, kyrkor och missionshus i olika länder. Det förefaller som att namnet i Sverige i första hand förekommer inom väckelserörelsen och frikyrkorörelsen, men även utomlands inom liknande kyrkor och samfund (se även engelska och tyska Wikipedia).

## I Finland
- Betelkyrkan i Karis, Raseborgs stad, Nyland

## I Sverige

### Befintliga kyrkor i urval
- Betelkyrkan i Mälarhöjden, Stockholm, som är ansluten till Equmeniakyrkan
- Betelkyrkan i Höör, Equmeniakyrkan
- Betelkyrkan i Vaggeryd, Evangeliska Frikyrkan och Svenska Alliansmissionen
- Byggnadsminnet Betelkapellet i Vallda (Vallda metodistkapell), Equmeniakyrkan
- Betelkyrkan i Örebro (Örebro första baptistförsamling), Equmeniakyrkan
- Betelkyrkan i Östersund, Evangeliska Frikyrkan[1]

### Numera rivna kyrkor i urval
- Betelkapellet i Stockholm, Stockholms första baptistförsamlings kyrka
- Missionskyrkan Betel i Malmö

### Övrigt
- Betelseminariet, Equmeniakyrkans skola i Stockholm
- Svenska Betelföreningen, missionsorganisation bland sjömän, bildad efter förebild av den brittiska Bethel Union och den norska Skandinavisk Bethelforening

## I USA
- Bethel Baptist Church i Birmingham, Alabama
- Bethel Church i Redding, Kalifornien, har anknytning till Assemblies of God (pingströrelsen)